# Gert-Uwe Mende
Gert-Uwe Mende (Bonn, 15 ottobre 1962) è un politico tedesco, sindaco di Wiesbaden dal 2 luglio 2019.

## Biografia
Laureato in storia, scienze politiche ed economia all'Università Georg-August di Gottinga, è giornalista.
Impegnato in politica con il Partito Socialdemocratico di Germania, dal luglio 2019 è sindaco di Wiesbaden.